# Atractosoma ruffoi
Atractosoma ruffoi är en mångfotingart som beskrevs av Manfredi 1940. Atractosoma ruffoi ingår i släktet Atractosoma och familjen knöldubbelfotingar. Inga underarter finns listade i Catalogue of Life.